# Бессаловка (Белопольский район)
Бессаловка (укр. Безсалівка) — село, Белопольская городская община, 
Сумской район,
Сумская область,
Украина.
Код КОАТУУ — 5920683502. Население по переписи 2001 года составляет 91 человек .

## Географическое положение
Село Бессаловка находится на реке Волфа,
выше по течению на расстоянии в 2,5 км расположено село Искрисковщина,
ниже по течению на расстоянии в 1,5 км расположено село Заря (Россия).
Село расположено на границе с Россией.